# Кеннеди, Коррина
Корри́на Ке́ннеди (англ. Corrina Kennedy; 30 ноября 1970, Саскатун) — канадская гребчиха-байдарочница, выступала за сборную Канады в середине 1990-х годов. Участница летних Олимпийских игр в Атланте, двукратная чемпионка мира, победительница многих регат национального и международного значения.

## Биография
Коррина Кеннеди родилась 30 ноября 1970 года в городе Саскатун провинции Саскачеван. Активно заниматься греблей на байдарках начала с раннего детства, проходила подготовку в местном одноимённом гоночном каноэ-клубе «Саскатун».
Первого серьёзного успеха на взрослом международном уровне добилась в 1994 году, когда попала в основной состав канадской национальной сборной и побывала на чемпионате мира в Мехико, откуда привезла награду бронзового достоинства, выигранную в полукилометровом зачёте четырёхместных экипажей совместно с Каролин Брюне, Кларой Макаскилл и Элисон Херст — в финале их обошли только экипажи из Венгрии и Германии. Год спустя выступила на мировом первенстве в немецком Дуйсбурге, где в той же дисциплине обогнала всех своих соперниц и завоевала золотую медаль, при этом её партнёршами были Каролин Брюне, Коррина Кеннеди и Мари-Жозе Жибо-Уиме. Также стала здесь чемпионкой в двойках на двухстах метрах в паре с Жибо-Уиме.
Благодаря череде удачных выступлений Кеннеди удостоилась права защищать честь страны на летних Олимпийских играх 1996 года в Атланте — стартовала на дистанции 500 метров среди двоек и среди четвёрок, но в обоих случаях финишировала в финале лишь пятой, немного не дотянув до призовых позиций.
После Олимпиады в Атланте Коррина Кеннеди осталась в основном составе гребной команды Канады и продолжила принимать участие в крупнейших международных регатах. Так, в 1997 году она представляла страну на домашнем чемпионате мира в Дартмуте, где стала серебряной призёршей в четвёрках на двухстах метрах — в финале её обошёл только экипаж из Германии. Вскоре по окончании этих соревнований приняла решение завершить карьеру профессиональной спортсменки, уступив место в сборной молодым канадским гребчихам.